# Goździolepek mchowy
Goździolepek mchowy (Eocronartium muscicola (Pers.) Fitzp.) – gatunek grzybów należący do rodziny Eocronartiaceae. Jest to jedyny gatunek z rodzaju goździolepek (Eocronartium G.F. Atk.). Grzyb pasożytujący na mchach.

## Systematyka i nazewnictwo
Pozycja w klasyfikacji według Index Fungorum: Eocronartium, Eocronartiaceae, Platygloeales, Incertae sedis, Pucciniomycetes, Pucciniomycotina, Basidiomycota, Fungi.
Po raz pierwszy takson ten zdiagnozował w 1800 r. Christian Hendrik Persoon nadając mu nazwę Clavaria muscicola. Obecną, uznaną przez Index Fungorum nazwę nadał mu w 1918 r. Harry Morton Fitzpatrick, przenosząc go do rodzaju Eocronartium.
Synonimy nazwy naukowej:

- Clavaria muscicola Pers. 1800
- Clavaria muscigena P. Karst. 1868
- Clavaria uncialis subsp. muscigena (P. Karst.) Sacc. 1888
- Eocronartium muscigena (P. Karst.) Höhn. 1909
- Eocronartium typhuloides G.F. Atk. 1902
- Helicobasidium typhuloides (G.F. Atk.) Pat. 1920
- Pistillaria muscicola (Pers.) Fr. 1821
- Typhula muscicola (Pers.) Fr. 1838[3].

Nazwę polską podał Władysław Wojewoda w 1977 r.

## Morfologia i tryb życia
Tworzy owocniki o kształcie od maczugowatego do nitkowatego, o barwie od białej do jasnokremowej i konsystencji woskowej lub mięsistej, ciemniejące w kierunku wierzchołka, o wysokości do 20 mm i średnicy 0,5 mm. Hymenium na całej powierzchni, sterylna jest tylko podstawa owocnika. Z wyspecjalizowanej strzępki probazydium tworzą się maczugowate i zakrzywione, trojdzielne metabasydia o wymiarach 65 × 6 μm. Sterygmy niemal cylindryczne do szydłowatych, 13 × 3,5 µm. Bazydiospory sierpowate, 22–30 × 4–7 µm, generujące zarodniki wtórne lub kiełkujące przez porę rostkową.
Grzyb infekuje głównie embrionalne sporofity mchów. Jego strzępki otaczają sporofit, pobierając z niego substancje pokarmowe. W swoim dalszym rozwoju grzyb zatrzymuje rozwój sporofitu i rośnie na jego miejscu. Ostatecznie zamiast dojrzałego sporofitu mchu pojawiają się owocniki grzyba. Grzyb nie atakuje gametofitu, czerpie składniki odżywcze przenoszone z gametofitu do sporofitu przez tzw. komórki transferowe, bez szkody dla gametofitu. Tylko na mchach z gatunku drabik drzewkowaty Climacium dendroides stwierdzono występowanie grzyba na gametoficie.

## Występowanie i siedlisko
Podano stanowiska goździolepka mchowego w Ameryce Północnej i Południowej, w Europie i Azji. W Polsce bardzo rzadki, do 2003 r. podano tylko dwa stanowiska, w późniejszych latach podano kilka następnych. Aktualne stanowiska podaje także internetowy atlas grzybów. Znajduje się na Czerwonej liście roślin i grzybów Polski. Ma status E – gatunek wymierający, którego przeżycie jest mało prawdopodobne, jeśli nadal będą działać czynniki zagrożenia.
Grzyb mszakolubny będący obligatoryjnym pasożytem występującym u około 21 gatunków mchów.